# Полотенчик
Это статья о персонаже South Park. Об эпизоде South Park см. Полотенчик (серия South Park).
Полоте́нчик (англ. Towelie) — персонаж анимационного сериала «Южный парк», живое разумное полотенце модели RG-400 Smart Towel, созданное в лаборатории корпорации Tynacorp.

## Внешний вид и характер
Полотенчик — голубое полотенце с маленькими ручками и ножками, а также глазами и ртом. Впервые он появляется в одноимённой серии, где возникает будто бы из ниоткуда всякий раз, когда ребята упоминают о воде. При этом он произносит стандартные фразы «Не забудьте взять с собой полотенце» и «Пыхнуть не хотите?». Полотенчик страдает пагубной зависимостью от марихуаны — по его словам, он не может думать, не «пыхнув». Именно то, что Полотенчик впервые пыхнул, стало причиной его побега из лаборатории, где он был создан. Полотенчик считает, что, пыхнув, он становится умнее, хотя обычно после косяка он вообще теряет нить разговора и часто повторяет «Я вообще не в теме». Тем не менее, он сохранил свою изначальную функцию — хотя тайной целью его создания был захват власти над Землёй инопланетянами, сам Полотенчик даёт людям полезные советы по использованию полотенец и может самостоятельно высушить кого угодно в нужной степени.
В дальнейшем Полотенчик появился ещё в нескольких сериях. В эпизоде «У Осамы бин Ладена вонючие штаны» он ненадолго возник при очередном упоминании кем-то из главных героев воды, жутко раздражая их. В эпизоде «Профессор Хаос» Полотенчик участвовал в конкурсе на лучшего друга для Стэна, Кайла и Картмана; он прошёл все испытания, но не выиграл, поскольку, как решили дети, хотя он и классный, он всё время укурен и на него нельзя положиться. То, что Полотенчик обладает литературным талантом, выяснилось в серии «Миллион маленьких волокон»; там он, лишившись работы, пишет книгу воспоминаний «A Million Little Fibers» (пародия на мемуары Джеймса Фрея «A Million Little Pieces»). Правда, для того, чтобы понравиться читателям, ему пришлось заменить на протяжении всей книги слово «полотенце» на «человек», так как читателей не интересовала история жизни полотенца. Кроме того, Полотенчик взял себе «человеческий» псевдоним Стивен Полотенчик (в переводе, показанном на телеканале MTV Россия — Стивен Полотенченко). Когда обман раскрылся, Полотенчика хотели убить посетители шоу Опры Уинфри, в котором он участвовал, однако в итоге он всех спас и был прощён. К концу серии Полотенчик делает для себя вывод, что в дальнейшем будет курить не ради новых мыслей, а чтобы наградить себя за что-либо.
В 7-м эпизоде 14-го сезона Полотенчик опять появляется в качестве главного героя — вся серия посвящена тому, как низко опустился Полотенчик за прошедшее время: начал употреблять все наркотики, начиная от героина, заканчивая средством против пыли. Также за это время Полотенчик успел жениться и развестись (жена бросила его из-за того, что он слишком часто был под кайфом), от брака у него остался сын — Тряпочка. В конце серии ребята вместе с психологом уговаривают Полотенчика отправится в нарколечебницу, и с 26 апреля 2010 года Полотенчик «чист» от наркотиков. 

Также у Полотенчика есть крошечные камео в двух эпизодах седьмого сезона сериала — «Я люблю кантри» и «Алчность краснокожего». Он появляется среди прочих героев на празднике в первом и на городском собрании во втором.

## Идея и создание
Идея Полотенчика возникла во время работы над сериалом That's My Bush!, когда Мэтт Стоун, Трей Паркер и участники команды сценаристов сериала решили отправиться в заплыв на лодке, причём один из них всё время повторял: «Не забудьте взять с собой полотенце!» Паркер передразнил его тонким голосом (таким, какой в будущем появился у персонажа), затем у Стоуна возникла фраза «Полотенчик советует не забыть взять с собой полотенце». Затем из этой шутки возникла мысль создать худшего возможного персонажа, использовать наиболее абсурдную из возможных идей — говорящее полотенце (это нашло своё отражение в диалоге Картмана с Полотенчиком в конце серии 508: «Знаешь, ты здесь самый отстойный персонаж из всех» — «Я знаю»). Поскольку Полотенчик должен был говорить высоким голосом, его попытался озвучить Трей Паркер, но это слишком походило на голос мистера Хэнки, и поэтому для озвучивания Полотенчика был приглашён Вернон Четмэн (по словам Паркера, он стал звучать как «чёрный мистер Хэнки»). Также в идее Полотенчика можно заметить сходство с ролью полотенец в серии книг Дугласа Адамса «Автостопом по галактике», где полотенце описывается как, возможно, самый необходимый предмет для межзвёздного путешественника (подробнее см. День полотенца и Автостопом по галактике).
Ещё одной идеей при создании Полотенчика была насмешка над продажей атрибутики к сериалу; при показе посвящённого ему эпизода в перерывах на Comedy Central шла реклама, в которой предлагалось купить майки «Я люблю Полотенчика» тем, кто любит Полотенчика, и «Я ненавижу Полотенчика» тем, кто ненавидит Полотенчика (англ. I Love Towelie и I Hate Towelie). Хотя рекламные ролики были шуточными, эти майки позже некоторое время действительно продавались через магазин на сайте Comedy Central. При первом показе эпизода в роликах демонстрировался реальный телефонный номер 1-800-4-COMEDY, в повторах его заменили на несуществующий 1-800-555-TOWL. В дальнейшем Comedy Central стали продавать другую продукцию с Полотенчиком.

## Отзывы критиков и культурное влияние
Несмотря на то, что Полотенчик играет существенную роль всего в трёх эпизодах сериала, он является одним из популярнейших персонажей шоу. В блоге TV Squad Полотенчик был назван одним из удачнейших второстепенных персонажей. В рейтинге лучших персонажей сериала сайта Bored-Bored.com Полотенчик занял третье место, обогнав играющих куда большую роль в сериале в целом Стэна и Кайла. Также в рейтинге сайта IGN самых лучших второстепенных персонажей сериала Полотенчик занял четвёртое место; в комментариях было сказано, что Полотенчик — один из лучших персонажей сериала и при этом один из худших (что является намёком на историю создания персонажа). На сайте Urban Dictionary Полотенчик упомянут как популярный современный эвфемизм для чего-либо, связанного с наркотическим опьянением от марихуаны.
По мнению самих Паркера и Стоуна, Полотенчик и посвящённый ему эпизод очень популярны среди фанатов; создан даже его фальшивый профиль на MySpace, изготовляются костюмы Полотенчика на Хэллоуин. Впрочем, хотя первый эпизод с Полотенчиком в главной роли — один из самых популярных и любимых во всём сериале, второй, «Миллион маленьких волокон», не столь популярен; на IMDb и TV.Com по результатам голосования телезрителей он получил необычайно низкие на фоне других серий оценки 6,1 и 6,3 соответственно. Сами Паркер и Стоун признали эпизод не очень удачным; изначально они собирались объединить изначально абсурдную идею о говорящих гениталиях Опры Уинфри с чем-нибудь столь же абсурдным (для этого и был выбран Полотенчик), но, по словам Паркера, вместе две хорошие идеи соединились не очень удачно.